# 이영렬
이영렬(李永烈, 1958년 3월 22일 ~ )은 대한민국의 검사 출신 법조인이다.

## 생애
이영렬은 서울대학교 법학과를 나와 1986년 제 28회 사법시험에 합격해 검사가 되었으며, 대통령비서실 사정비서관, 서울남부지방검찰청 검사장, 대구지방검찰청 검사장 등을 역임했다. 최순실 등 민간인에 의한 국정농단 관련 대검찰청 특별수사본부장을 맡았다.
서울중앙지검장 당시 '돈봉투 만찬' 사건에 연루되어 현재 감찰을 받고 있다. 이 사건은 국정농단 수사 마무리 당일 이영렬이 안태근 전 법무부 검찰국장(검찰 수사 대상에 오른 우병우 전 청와대 민정수석과 수백차례 통화한 인물) 등 후배 검사들과 저녁자리에서 70만원~100만원 상당 돈봉투를 격려금으로 주고 받은 사건이다. 해당 사건으로 파문이 일자 본인이 사의를 표명했으나 이는 반려되고 서울중앙지검 보다 아래 단계인 부산지방고검 차장 검사로 발령이 나 실질적으로 좌천되었다. 좌천되던 날 폭음으로 지인들의 부축을 받으며 귀가하던 모습이 언론에 포착되어 화제가 되기도 하였다.

## 학력
- 경복고등학교 졸업
- 서울대학교 법학과 학사
- 경희대학교 대학원 사법행정학과 수료

## 경력
- 1986.10 : 제28회 사법시험 합격
- 1989.02 : 제18기 사법연수원 수료
- 1989.03 ~ 1991.07 : 부산지방검찰청 검사
- 1991.07 ~ 1993.09 : 광주지방검찰청 순천지청 검사
- 1993.09 ~ 1996.02 : 서울지방검찰청 특수3부 검사
- 1996.02 ~ 1998.03 : 법무부 특수법령과 검사
- 1998.03 ~ 2001.02 : 한국에너지개발기구(KEDO) 파견
- 2001.02 ~ 2001.06 : 부산지방검찰청 부부장검사
- 2001.06 ~ 2003.03 : 대검찰청 검찰연구관
- 2003.03 ~ 2004.08 : 대구지방검찰청 공판부 부장검사
- 2004.08 ~ 2006.02 : 법무부 검찰국 검찰4과장
- 2006.02 ~ 2006.11 : 서울중앙지방검찰청 외사부 부장검사
- 2006.11 ~ 2008.02 : 대통령비서실 민정수석실 사정비서관
- 2008.02 ~ 2008.03 : 서울고등검찰청 검사
- 2008.03 ~ 2009.01 : 수원지방검찰청 평택지청장
- 2009.01 ~ 2009.08 : 인천지방검찰청 제2차장검사
- 2009.08 ~ 2010.08 : 서울남부지방검찰청 차장검사
- 2010.08 ~ 2011.08 : 인천지방검찰청 부천지청 지청장
- 2011.08 ~ 2012.07 : 서울고등검찰청 송무부 부장검사 (검사장)
- 2012.07 ~ 2013.04 : 대전고등검찰청 차장검사
- 2013.04 ~ 2013.12 : 전주지방검찰청 검사장
- 2013.12 ~ 2015.02 : 서울남부지방검찰청 검사장
- 2015.02 ~ 2015.12 : 대구지방검찰청 검사장
- 2015.12 ~ 2017.05 : 서울중앙지방검찰청 검사장 (고등검사장)
- 2017.05 ~ 2017.06 : 부산고등검찰청 차장검사
- 2017.06 : 면직
- 2019.01 : 검사 복직
- 2019.01 ~ 2019.01 : 대검찰청 고등검사장
- 2019.01 : 퇴임
- 2019.03 ~ : 법무법인 도울 대표변호사
- 2019.03 ~ : 동성제약 사외이사